# Імені Сафара Аміршоєва
імені Сафа́ра Аміршо́єва (тадж. ба номи Сафар Амиршоев) — село у складі Хатлонської області Таджикистану. Входить до складу Даханського джамоату Кулобського району.
Колишня назва — Мірапок.
Населення — 1912 осіб (2010; 1902 в 2009, 835 в 1981).
Національний склад станом на 1976 рік — таджики.